# St. Ulrich (Egling an der Paar)
Die Kapelle St. Ulrich ist eine kleine katholische Kapelle in Egling an der Paar im oberbayerischen Landkreis Landsberg am Lech. Sie wurde vermutlich im 13. Jahrhundert auf einer kleinen Anhöhe oberhalb des Ortes im spätromanischen Stil errichtet. Geweiht ist die Kapelle dem Augsburger Bischof Ulrich.
Der einschiffigen Backsteinkapelle ist an ihrer Westseite ein Glockenturm aufgesetzt. 1891 baute der Wagner Joseph Siebenhütter an der Ostseite der Kapelle eine Lourdesgrotte mit einer von einer Wallfahrt mitgebrachten Statue der Muttergottes. 1946 wurde bei der Kapelle ein Friedhof angelegt.